# جزيرة البلاشفة
جزيرة البلاشفة هي جزيرة ضمن أرخبيل سيفيرينيا زيمليا في القطب الشمالي الروسي.